# Zdravko Lazarov
Pour les articles homonymes, voir Lazarov.
Zdravko Lazarov (bulgare : Здравко Лазаров), né le 20 février 1976 à Gabrovo, en Bulgarie, est un joueur de football international bulgare. Il joue au poste d'ailier droit ou gauche.

## Biographie

### En club
Zdravko Lazarov commence sa carrière au sein de différents clubs bulgares. Il joue notamment en faveur du CSKA Sofia, du Levski Sofia et du Slavia Sofia.
En 2001, il quitte son pays natal et rejoint la Turquie, en s'engageant avec le club de Kocaelispor. Il joue ensuite à Gaziantepspor et au Kayseri Erciyesspor.
Il retourne ensuite jouer dans son pays natal, en réalisant un bref intermède en Russie, au Chinnik Iaroslavl.
Avec le club du Lokomotiv Plovdiv, il inscrit un doublé en 2012 lors du deuxième tour préliminaire de la Ligue Europa, à l'occasion d'un match face à l'équipe néerlandaise du Vitesse Arnhem.

### En équipe nationale
Zdravko Lazarov reçoit 31 sélections et inscrit 3 buts en équipe de Bulgarie entre 2003 et 2011.
Il joue son premier match en équipe nationale le 18 novembre 2003, en amical contre la Corée du Sud. Il reçoit sa dernière sélection le 26 mars 2011, contre la Suisse, dans le cadre des éliminatoires de l'Euro 2012.
Il inscrit son premier but en sélection le 28 avril, à l'occasion d'un match amical face au Cameroun. Il inscrit son deuxième but le 8 octobre 2005, lors d'un match face à la Hongrie comptant pour les éliminatoires du mondial 2006. Il inscrit son troisième et dernier but le 26 mars 2008, en amical contre la Finlande.
Il participe avec l'équipe de Bulgarie au championnat d'Europe 2004 organisé en Grèce. Lors de l'Euro, il est titulaire et joue trois matchs : contre la Suède, le Danemark et enfin l'Italie.

## Palmarès
- Champion de Bulgarie de D2 en 2015 avec le PFC Montana